# 前732年
| 千纪： | 前1千纪 |
| 世纪： | 前9世纪 \| 前8世纪 \| 前7世纪 |
| 年代： | 前760年代 \| 前750年代 \| 前740年代 \| 前730年代 \| 前720年代 \| 前710年代 \| 前700年代 |
| 年份： | 前737年 \| 前736年 \| 前735年 \| 前734年 \| 前733年 \| 前732年 \| 前731年 \| 前730年 \| 前729年 \| 前728年 \| 前727年 |
| 纪年： | 己酉年（雞年）；周平王三十九年；魯惠公三十七年；齊莊公六十三年；晉孝侯七年；曲沃桓叔十三年；秦文公三十四年；楚武王九年；宋宣公十六年；衛桓公三年；陳桓公十三年；蔡宣公十八年；曹桓公二十五年；鄭莊公十二年；燕鄭侯三十三年；杞武公十九年 |